# Шампионат на WTA Тур 2012
Шампионатът на WTA Тур 2012 е финалният тенис турнир за най-добрите осем тениситки от Световната ранглиста за жени. Провежда се в зала „Синан Ердем“ в турската столица Истанбул от 23 до 28 октомври.

## Участнички на сингъл
Виктория Азаренка започва ударно сезона,–6 като след титлата в Сидни завоюва първия си трофей от Шлема, надделявайки над Мария Шарапова с 6 – 3, 6 – 0. Следват нови две титли – Катар Тотал Оупън 2012 и Бе Ен Пе Париба Оупън 2012, където отново побеждава Шарапова в два сета. По време на сезона на клей достига два поредни финала. В Щутгарт губи от Шарапова, а в Мадрид – от Серина Уилямс. На Ролан Гарос 2012 отпада на осминафинал от Цибулкова след 2 – 6, 6 – 7(4). На Уимбълдън 2012 достига полуфинал, където е спряна от бъдещата шампионка Серина Уилямс – 3 – 6, 6 – 7(6). На Олимпиадата в Лондон сценарият се повтаря – елиминация на полуфинала от Уилямс. В мача за бронзовия медал обаче побеждава Кириленко и донася първи медал за Беларус в тениса. На смесени двойки заедно с Макс Мирни печели златен медал след победа на двойката на домакините Лора Робсън и Анди Мъри след шампионски тайбрек. На Ю Ес Оупън 2012 Азаренка е поставена под номер 1 и достига финала, където отново губи от Серина Уилямс – 2 – 6, 6 – 2, 5 – 7, като при 5 – 4 в третия сет сервира за спечелване на титлата. До края на сезона Азаренка завоюва още две титли. На Чайна Оупън 2012 отново бие Шарапова на финала без да загуби сет в турнира, а на Дженерали Лейдис Линц 2012 надиграва Юлия Гьоргес с 2:0.
Серина Уилямс започва годината с разтежение на глезена на турнира в Бризбейн, а след това отстъпва на осминафинала на Острелиън Оупън 2012 на Макарова. В сезона на клей печели първата си титла на клей от 2008 година на Фемили Съркъл Къп, където губи общо само 15 гейма в рамките на турнира, а на финала печели с 6 – 0, 6 – 1 срещу Луцие Шафаржова. След това печели Мутуа Мадрид Оупън 2012 след победа над Азаренка. На Ролан Гарос 2012 Серина влиза в схемата като фаворитка, но шокиращо губи още на старта от Виржини Разано с 6 – 4, 6 – 7(5), 3 – 6. Успява бързо да се възстанови и печели 14-ата си титла от Шлема на Уимбълдън 2012 след трудна победа с 2:1 сета над Радванска. Следва успешна защита на титлата ѝ на Банк ъф дъ Уест Класик. На Олимпиадата в Лондон надиграва Шарапова с 6 – 0, 6 – 1 на финала, като губи само 17 гейма в рамките на целия турнир. С тази победа тя прави Златен шлем, като става едва втората тенисистка след Щефи Граф с подобно постижение. Заедно със сестра си Винъс печелят и турнира на двойки след победата на чешката двойки Храдецка / Хлавачкова. На Ю Ес Оупън 2012 достига финала със само 19 загубени гейма. В спора за титлата надделява на световната номер 1 Азаренка с 6 – 2, 2 – 6, 7 – 5.
Агнешка Радванска стартира с полуфинал в Сидни и четвъртфинал на Острелиън Оупън 2012. Първата си титла за година печели в Дубай, където надиграва Гьоргес със 7 – 5, 6 – 4. Със същия резултат печели трофея на Сони Ериксон Оупън 2012, побеждавайки Мария Шарапова. В сезона на клей достига до два полуфинала преди загуба в 1 кръг на Интернационали БНЛ д'Италия 2012 от Цетковска, първата ѝ загуба от тенисистка, различна от Азаренка, за годината. След това обаче печели Бръсълс Оупън 2012. На Ролан Гарос 2012 изненадващо е отстранена от Светлана Кузнецова в 3 кръг. На Уимбълдън 2012 достига първия си финал в турнир от Шлема. След оспорвана битка със Серина Уилямс тя отстъпва с 1:2 сета. На Олимпийските игри сензационно си тръгва още след първия мач с Гьоргес. На последния турнир от Шлема се предава пред Роберта Винчи – 1 – 6, 4 – 6. В Токио тя защитава титлата си и достига финала на надпреварата, където е победена от рускинята Петрова.

## Поставени Тенисистки
1. Виктория Азаренка (Полуфинали)
2. Мария Шарапова (Финал)
3. Серина Уилямс (Шампион)
4. Агнешка Радванска (Полуфинали)
5. Анжелик Кербер (Групова Фаза)
6. Петра Квитова (Групова Фаза, отказва се)
7. Сара Ерани (Групова Фаза)
8. На Ли (Групова Фаза)

## Алтернативи
1. Саманта Стосър (Групова Фаза, Замества Квитова)
2. Марион Бартоли (Не участва)

## Схема на сингъл

### Финална фаза
|  | Полуфинали | Полуфинали        | Полуфинали     | Полуфинали | Полуфинали |                |               | Финал | Финал | Финал | Финал | Финал |
|  |            |                   |                |            |            |                |               |       |       |       |       |       |
|  | 3          | Серина Уилямс     | 6              | 6          |            |                |               |       |       |       |       |       |
|  | 4          | Агнешка Радванска | 2              | 1          |            |                |               |       |       |       |       |       |
|  | 4          | Агнешка Радванска | 2              | 1          |            | 3              | Серина Уилямс | 6     | 6     |       |       |       |
|  |            |                   |                |            |            | 3              | Серина Уилямс | 6     | 6     |       |       |       |
|  |            | 2                 | Мария Шарапова | 4          | 3          |                |               |       |       |       |       |       |
|  | 2          | 2                 | Мария Шарапова | 4          | 3          | Мария Шарапова | 6             | 6     |       |       |       |       |
|  | 2          |                   |                |            |            | Мария Шарапова | 6             | 6     |       |       |       |       |
|  | 1          | Виктория Азаренка | 4              | 2          |            |                |               |       |       |       |       |       |

### Червена група
|   |                   | Азаренка                            | Уилямс              | Кербер                              | Ли                   | П–З | Сетове      | Геймове       | Класиране |
| 1 | Виктория Азаренка |                                     | 4 – 6, 4 – 6        | 6 – 7(11 – 13), 7 – 6(7 – 2), 6 – 4 | 7 – 6 (7 – 4), 6 – 3 | 2–1 | 4–3 (57,1%) | 40–38 (51,3%) | 2         |
| 3 | Серина Уилямс     | 6 – 4, 6 – 4                        |                     | 6 – 4, 6 – 1                        | 7 – 6(7 – 2), 6 – 3  | 3–0 | 6–0 (100%)  | 37–22 (62,7%) | 1         |
| 5 | Анджелик Кербер   | 7 – 6(13 – 11), 6 – 7(2 – 7), 4 – 6 | 4 – 6, 1 – 6        |                                     | 4 – 6, 3 – 6         | 0–3 | 1–6 (14,3%) | 29–43 (41,5%) | 4         |
| 8 | На Ли             | 6 – 7 (4 – 7), 3 – 6                | 6 – 7(2 – 7), 3 – 6 | 6 – 4, 6 – 3                        |                      | 1–2 | 2–4 (33,3%) | 21–20 (51,2%) | 3         |

### Бяла група
|     |                              | Шарапова                    | Радванска                    | Квитова Стосър                     | Ерани                              | П–З         | Сетове                 | Геймове                        | Класиране |
| 2   | Мария Шарапова               |                             | 5 – 7, 7 – 5, 7 – 5          | 6 – 0, 6 – 3 (срещу Стосър)        | 6 – 3, 6 – 2                       | 3–0         | 6–1 (85,7%)            | 43–25 (63,2%)                  | 1         |
| 4   | Агнешка Радванска            | 7 – 5, 5 – 7, 5 – 7         |                              | 6 – 3, 6 – 2 (срещу Квитова)       | 6 – 7(6 – 8), 7 – 5, 6 – 4         | 2–1         | 5–3 (62,5%)            | 48–40 (54,5%)                  | 2         |
| 6 9 | Петра Квитова Саманта Стосър | (срещу Стосър) 0 – 6, 3 – 6 | 3 – 6, 2 – 6 (срещу Квитова) |                                    | (срещу Стосър) 3 – 6, 6 – 2, 0 – 6 | 0 – 1 0 – 2 | 0 – 2 (0%) 1 – 4 (20%) | 5 – 12 (29,4%) 12 – 26 (31,6%) | X 4       |
| 7   | Сара Ерани                   | 3 – 6, 2 – 6                | 7 – 6(8 – 6), 5 – 7, 4 – 6   | 6 – 3, 2 – 6, 6 – 0 (срещу Стосър) |                                    | 1–2         | 3–5 (37,5%)            | 35–40 (46,7%)                  | 3         |

## Поставени двойки
1. Сара Ерани /  Роберта Винчи (Полуфинали)
2. Андреа Хлавачкова /  Луцие Храдецка (Финал)
3. Лизел Хубер /  Лиза Реймънд (Полуфинали)
4. Мария Кириленко /  Надя Петрова (Шампиони)

## Схема на двойки
|  | Полуфинали | Полуфинали                       | Полуфинали                       | Полуфинали | Полуфинали |                          |   | Финал                        | Финал | Финал | Финал | Финал |
|  |            |                                  |                                  |            |            |                          |   |                              |       |       |       |       |
|  | 1          | Сара Ерани Роберта Винчи         | 6                                | 3          | (4)        |                          |   |                              |       |       |       |       |
|  | 4          | Мария Кириленко Надя Петрова     | 1                                | 6          | (10)       |                          |   |                              |       |       |       |       |
|  | 4          | Мария Кириленко Надя Петрова     | 1                                | 6          | (10)       |                          | 4 | Мария Кириленко Надя Петрова | 6     | 6     |       |       |
|  |            |                                  |                                  |            |            |                          | 4 | Мария Кириленко Надя Петрова | 6     | 6     |       |       |
|  |            | 2                                | Андреа Хлавачкова Луцие Храдецка | 1          | 4          |                          |   |                              |       |       |       |       |
|  | 3          | 2                                | Андреа Хлавачкова Луцие Храдецка | 1          | 4          | Лизел Хубер Лиза Реймънд | 6 | 1                            |       |       |       |       |
|  | 3          |                                  |                                  |            |            | Лизел Хубер Лиза Реймънд | 6 | 1                            |       |       |       |       |
|  | 2          | Андреа Хлавачкова Луцие Храдецка | 78                               | 6          |            |                          |   |                              |       |       |       |       |